# Jaksice (województwo kujawsko-pomorskie)
Jaksice – wieś w Polsce, położona w województwie kujawsko-pomorskim, w powiecie inowrocławskim, w gminie Inowrocław.

## Podział administracyjny
Wieś królewska starostwa inowrocławskiego położona była w końcu XVI wieku w powiecie inowrocławskim województwa inowrocławskiego.
W latach 1954–1972 wieś należała i była siedzibą władz gromady Jaksice. W latach 1975–1998 miejscowość administracyjnie należała do województwa bydgoskiego.

## Demografia
Według Narodowego Spisu Powszechnego (III 2011 r.) wieś liczyła 1156 mieszkańców. Jest największą miejscowością gminy Inowrocław.

## Znane osoby
W Jaksicach urodził się:
- Bartłomiej Nowak (1823-1890), społecznik, przywódca chłopski i pułkownik w czasie Powstania Styczniowego na Kujawach.
- Edward Pawłowski (ur. 6 czerwca 1889, zm. 1 kwietnia 1966 w Poznaniu) – podporucznik Armii Cesarstwa Niemieckiego, major piechoty Wojska Polskiego, kawaler orderu Virtuti Militari.

## Parafia jaksicka
Parafia jaksicka pw. św. Marcina Biskupa skupia mieszkańców wyznania Kościoła katolickiego z: Borkowa, Jaksic, Jaksiczek, Oporówka, Pławina, Radłówka, Stefanowa i częściowo Strzemkowa. Pierwsza wzmianka o parafii pochodzi z 1325 roku.

## Krótki opis
W miejscowości Jaksice znajduje się szkoła podstawowa z przedszkolem oraz gminna biblioteka publiczna. Mieszkańcy mają możliwość korzystania ze świetlicy środowiskowej oraz obserwowania zmagań piłkarskiego klubu Arkadia Jaksice (założonego 22 maja 2000 r.). Mecze rozgrywane są na stadionie o pojemności 500 osób (w tym 200 miejsc siedzących). Najwyższy poziom ligowy – A klasa – 8. miejsce w sezonie 2005/2006. Oprócz wyżej wymienionych instytucji w Jaksicach stacjonuje także oddział ochotniczej straży pożarnej.

## Połączenia komunikacyjne
Dogodne położenie szlaków komunikacyjnych przechodzących przez miejscowość (dworzec kolejowy, droga krajowa) sprawia, że mieszkańcy uczą się i pracują w 2 dużych, najbliższych miastach – Inowrocławiu (oddalonym od Jaksic o 6,7 km) oraz Bydgoszczy (oddalonej od Jaksic o 34,2 km).

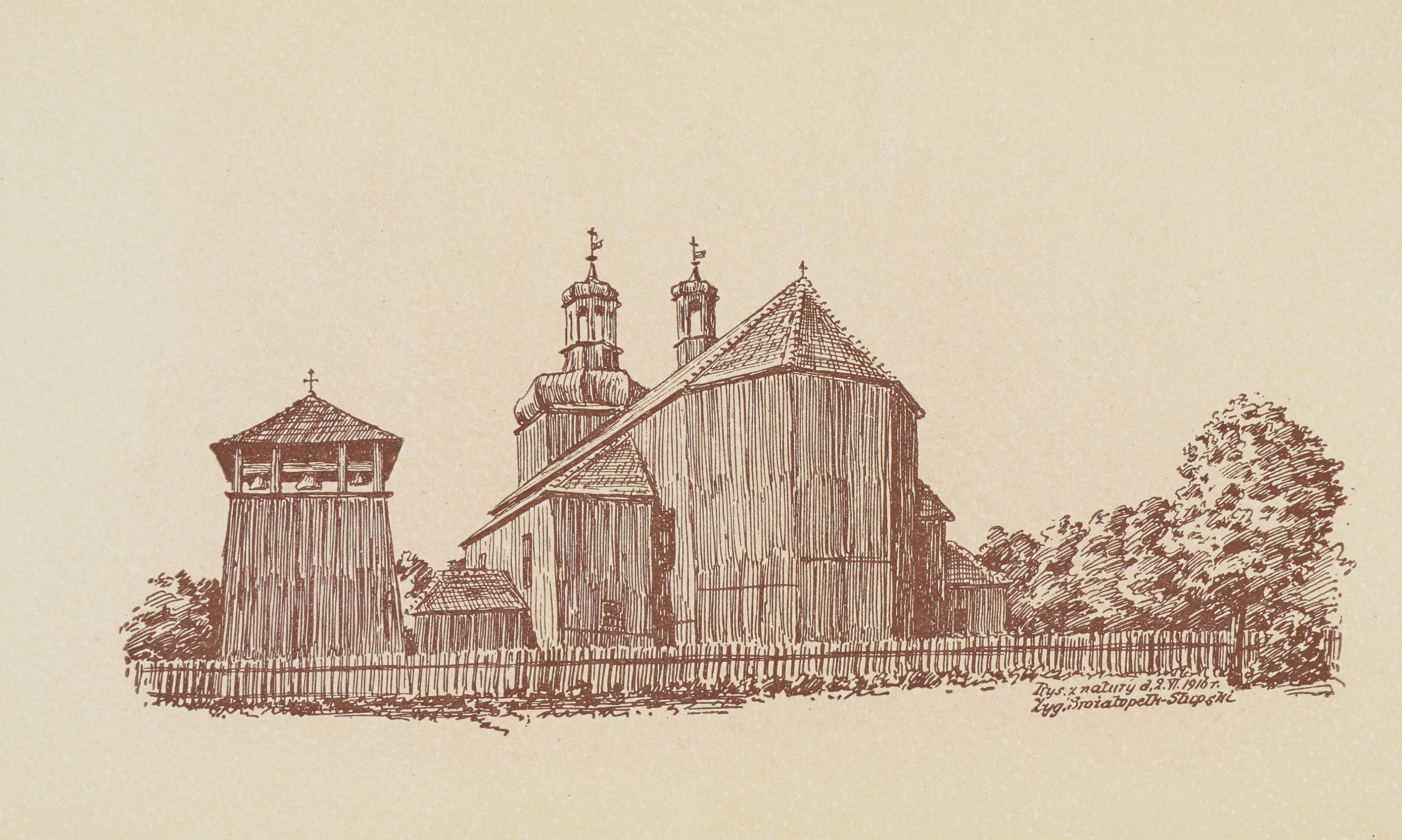
Kościół w Jaksicach – 1917 rok